# Потік. Останній кіт на Землі
«Потік. Останній кіт на Землі» (латис. Straume) — анімаційний пригодницький фентезійний фільм 2024 року режисера Гінтса Зілбалодіса за сценарієм, написаним у співавторстві з Матіссом Кажем. Його було обрано претендентом від Латвії для 97-ї церемонії вручення премії «Оскар» у категорії «Найкращий міжнародний повнометражний фільм». Здобув нагороду «Оскар» за «Найкращий анімаційний повнометражний фільм», ставши першим латвійським фільмом в історії, який виграв у цій категорії.

## Сюжет
Чорний кіт блукає лісом, коли зграя собак прибуває до річки ловити рибу. Коли дві собаки сперечаються за рибу, кіт забирає її, і собаки негайно женуться за ним. Кіт втрачає собак з виду, але помічає панічну втечу оленів, перш ніж їх дожене потужна хвиля. Кішці та собакам вдалося пережити повінь, піднявшись на висоту. Жовтий лабрадор-ретривер слідує за котом до покинутого будинку, прикрашеного дерев'яними скульптурами котів, перш ніж обидва помічають, що рівень води швидко піднімається, і лабрадор приєднується до інших собак на човні. Коли повінь покрила будинок, кіт піднімається на вершину гігантської статуї кота, доки вода не досягне верхівки голови статуї. Перш ніж статуя повністю зануриться, кіт стрибає в вітрильник, що наближається, з капібарою на борту.
Наступного ранку, коли човен пливе через ліс, заповнений кам'яними стовпами, кіт вилітає за борт, намагаючись уникнути білого птаха-секретаря, і починає тонути під водою. Кит рятує його від утоплення, але птах-секретар хапає кота, та той встигає звільнитися і приземлитися назад на човен. Коли рівень води продовжує зростати, капібара запрошує котячого лемура заскочити на борт зі своїм кошиком барахла. Пізніше того ж дня три тварини висаджуються на берег і до них приєднується лабрадор. Вони стикаються зі зграєю птахів-секретарів, які виявляють ворожість до них, змушуючи кота тікати до моменту, коли зграя загнала його в кут. Птах-секретар, який першим зіткнувся з котом, благає ватажка врятувати його життя, однак програє у двобої і йому ламають крило, та зграя його покидає. Втративши здатність літати, птах-секретар приєднується до інших тварин на борту човна.
Наступного дня тварини прибувають до напівзатопленого міста і пливуть до гігантської скелі. Тварини починають сперечатися між собою після того, як птах-секретар вибиває ногою скляну кулю лемура за борт, доки човен не зупиняється через дерево. Човен звільняється після того, як кит випірнув біля них. Навчившись у капібари, кіт покращує свою здатність плавати, щоб самостійно ловити рибу та годувати решту членів команди. Пізніше тварини бачать інших собак, які застрягли на дзвіниці. Птах-секретар спочатку відмовляється пливти до собак, але за наполяганням капібари та лабрадора дозволяє капібарі взяти під контроль човен і врятувати собак. Коли човен пропливає крізь гряду під час сильного шторму, кіт знову падає за борт, але випливає на берег і піднімається на вершину однієї з гряд, де зустрічається з птахом-секретарем, який відновив здатність літати. Їх обох раптово піднімає в повітря яскраве світло над ними, але кота відпускають назад на землю, а птах-секретар летить до зникаючого світла.
Кіт намагається доплисти назад до човна, але це надто далеко, і йому вдається знайти скляну кулю та застрибнути на неї, щоб утриматися на воді. Раптом рівень води стрімко падає, оскільки вода стікає в розлом. Після довгого блукання лісом кіт знову зустрічається з лемуром, який веде його до човна, що висить на дереві. Собаки зістрибують з човна, але як тільки капібара збирається зробити це, дерево починає падати. Лемур і собаки разом тягнуть човен до себе, але собаки покидають лабрадора, коли повз них пробігає кролик. Їм вдається врятувати капібару до того, як човен і дерево впадуть зі скелі. У той момент, коли тварини святкують, з'являється ще один табун оленів. Кіт біжить слідом і бачить, як кит помирає від того, що його викинуло на берег, у лісі. Капібара, лабрадор і лемур возз'єднуються з котом, перш ніж поглянути на своє відображення в калюжі води.
У сцені після титрів показано, як кит спливає на поверхню океану, що вказує на те, що вода знову піднялася.

## Виробництво
У 2022 році, коли «Потік» ще перебував у розробці, матеріали з фільму були представлені на тогорічному форумі «Cartoon Movie» у Бордо. Фільм було створено за фінансової підтримки Національного кіноцентру Латвії, Фонду державного культурного капіталу Латвії, Національного центру кіно й анімації, ARTE, Єврімаж, RTBF та Бельгійського податкового притулку. Анімація для фільму була завершена у Франції та Бельгії.
«Потік» примітний тим, що він був повністю відмальований у відкритому програмному забезпеченні «Blender».

## Реліз
«Потік» було відібрано для прем'єри в секції «Особливий погляд» Каннського кінофестивалю 2024 року. У тому ж році фільм був показаний на Міжнародному фестивалі анімаційних фільмів в Аннесі, де він був нагороджений призом журі, призом глядацьких симпатій, призом Фонду Ган за дистрибуцію та спеціальним призом за найкращу оригінальну музику. «Потік» було представлено на Оттавському міжнародному фестивалі анімації 2024 року, де він отримав головний приз за повнометражну анімацію. Фільм також був показаний на Міжнародному кінофестивалі в Торонто 2024 року. Фільм був включений до категорії «Відкритий кінотеатр» на 29-му Міжнародному кінофестивалі в Пусані, де він був показаний у жовтні 2024 року.
«UFO Distribution» випустила фільм у кінотеатрах у Франції 30 жовтня 2024 року. «Janus Films» і «Sideshow» розповсюдили фільм у Сполучених Штатах через обмежений прокат у Нью-Йорку та Лос-Анджелесі 22 листопада 2024 року, за яким послідував ширший національний прокат 6 грудня 2024 року. З моменту виходу фільму в Латвії 28 серпня 2024 року на нього було продано понад 100 000 квитків, що зробило «Потік» одним із найпопулярніших вітчизняних фільмів країни.

## Сприйняття

### Критика
На вебсайті агрегатора рецензій «Rotten Tomatoes» 97 % зі 114 відгуків критиків є позитивними, із середнім рейтингом 8,4/10. Консенсус вебсайту говорить: «Завдяки його інноваційній анімації та зрілим темам, „Потоку“ неможливо протистояти». Metacritic, який використовує середньозважену оцінку, присвоїв фільму оцінку 86 зі 100 на основі відгуків 23 критиків, що вказує на «загальне визнання».
Пишучи для «New York Times», Калум Марш зазначив, що «тварини поводяться як справжні тварини, а не як намальовані об'єкти чи люди, і ця стриманість надає їхнім пригодам автентичності, що в моменти захоплення та небезпеки створює набагато потужніші емоції». Джейк Койл з «Associated Press» назвав «Потік» найкращим анімаційним фільмом 2024 року, написавши, що «комп'ютерна анімація додає ефекту до його мрійливого, на диво справжнього сюрреалізму».
За підсумками 2024 року «Потік» увійшов до компіляційного переліку 30 найкращих фільмів року. Для визначення цього було проаналізовано понад 900 особистих списків найкращих фільмів року від світових кінокритиків.

### Нагороди і номінації
| Нагорода                                         | Дата церемонії  | Категорія                                                                | Одержувач(і)     | Результат    | Прим.                |
| ------------------------------------------------ | --------------- | ------------------------------------------------------------------------ | ---------------- | ------------ | -------------------- |
| Каннський кінофестиваль                          | 24 травня 2024  | Особливий погляд                                                         | Гінтс Зілбалодіс | Номінація    | [ 26 ]               |
| Міжнародний фестиваль анімаційних фільмів в Ансі | 15 червня 2024  | Найкращий повнометражний фільм                                           | Потік            | Номінація    | [ 15 ]               |
| Міжнародний фестиваль анімаційних фільмів в Ансі | 15 червня 2024  | Премія Gan Foundation за розповсюдження                                  | Потік            | Перемога     | [ 15 ]               |
| Міжнародний фестиваль анімаційних фільмів в Ансі | 15 червня 2024  | Приз журі за повнометражний фільм                                        | Потік            | Перемога     | [ 15 ]               |
| Міжнародний фестиваль анімаційних фільмів в Ансі | 15 червня 2024  | Приз глядацьких симпатій за повнометражний фільм                         | Потік            | Перемога     | [ 15 ]               |
| Міжнародний фестиваль анімаційних фільмів в Ансі | 15 червня 2024  | Нагорода за найкращу оригінальну музику повнометражного фільму           | Потік            | Перемога     | [ 15 ]               |
| Міжнародний кінофестиваль у Гвадалахарі          | 15 червня 2024  | Кращий анімаційний фільм                                                 | Потік            | Перемога     | [ 27 ]               |
| Оттавський міжнародний фестиваль анімації        | 28 вересня 2024 | Головний приз за повнометражну анімацію                                  | Потік            | Перемога     | [ 16 ]               |
| Animation Is                                     | 22 жовтня 2024  | Приз журі                                                                | Потік            | Перемога     | [ 28 ]               |
| Премія Кола кінокритиків Нью-Йорка               | 3 грудня 2024   | Премія Кола кінокритиків Нью-Йорка за найкращий анімаційний фільм        | Потік            | Перемога     | [ 29 ]               |
| Премія Національної Ради кінокритиків США        | 4 грудня 2024   | Премія Національної Ради кінокритиків США за найкращий анімаційний фільм | Потік            | Перемога     | [ 30 ] [ 31 ]        |
| Європейський кіноприз                            | 7 грудня 2024   | Найкращий фільм                                                          | Потік            | У шорт-листі | [ 32 ]               |
| Європейський кіноприз                            | 7 грудня 2024   | Найкращий повнометражний анімаційний фільм                               | Потік            | Перемога     | [ 32 ]               |
| Astra Film Awards                                | 8 грудня 2024   | Кращий повнометражний анімаційний фільм                                  | Потік            | Номінація    | [ 33 ] [ 34 ]        |
| Astra Film Awards                                | 8 грудня 2024   | Найкращий міжнародний фільм                                              | Потік            | Номінація    | [ 33 ] [ 34 ]        |
| Премія асоціації кінокритиків Вашингтона         | 8 грудня 2024   | Найкращий анімаційний фільм                                              | Потік            | Номінація    | [ 35 ]               |
| Премія Асоціації кінокритиків Лос-Анджелеса      | 8 грудня 2024   | Найкращий анімаційний фільм                                              | Потік            | Перемога     | [ 36 ]               |
| Премія спільноти кінокритиків Сан-Дієго          | 9 грудня 2024   | Найкращий анімаційний фільм                                              | Потік            | Перемога     | [ 37 ]               |
| Премія спільноти кінокритиків Сіетла             | 16 грудня 2024  | Найкращий анімаційний фільмBest Animated Feature                         | Потік            | Номінація    | [ 38 ]               |
| Премія спільноти кінокритиків Сіетла             | 16 грудня 2024  | Найкращий міжнародний фільм                                              | Потік            | Номінація    | [ 38 ]               |
| Золотий глобус                                   | 5 січня 2025    | Найкращий анімаційний фільм                                              | Потік            | Перемога     | [ 39 ] [ 40 ] [ 41 ] |
| Незалежний дух                                   | 22 лютого 2025  | Найкращий міжнародний фільм                                              | Потік            | Перемога     | [ 42 ] [ 43 ] [ 44 ] |
| Оскар                                            | 3 березня 2025  | Найкращий анімаційний повнометражний фільм                               | Потік            | Перемога     | [ 45 ]               |